# A Despedida
A Despedida è un film del 2014 diretto da Marcelo Galvão.

## Trama
Almirante è un uomo di 92 anni, convinto ormai di essere prossimo alla morte. Un giorno decide, con l'aiuto della moglie, il figlio e la nuora, di soddisfare alcuni ultimi desideri come scusarsi con un amico, fumare marijuana con i ragazzi della piazza e bere un caffè nella taverna vicino. L'ultima tappa di questo percorso è un incontro con una giovane amante di 50 anni di nome Morena.

## Produzione
Il film è ispirato alla vita di Renato Oliveira Galvão, nonno del regista, il quale dovette far fronte a 92 anni alle manifestazioni che quell'età porta oltre che per aver avuto un amante più giovane fino alla sua morte. Viene mostrato in anteprima al São Paulo International Film Festival ed esce nelle sale brasiliane il 9 giugno 2015.

## Riconoscimenti
- 2014 - Festival Internacional de Cine de Las Tres Fronteras
  - Miglior regista a Marcelo Galvão[4].
- 2014 - Festival de Gramado
  - Miglior regista a Marcelo Galvão[5].
  - Miglior attore a Nelson Xavier[5].
  - Miglior attrice a Juliana Paes[5].
  - Miglior fotografia a Eduardo Makino[5].
  - Nomination - Miglior suono a Pedro Lima.
- 2014 - International Filmfestival Mannheim-Heidelberg
  - Premio speciale della giuria a Nelson Xavier[6].
- 2015 - Los Angeles Brazilian Film Festival
  - Miglior film a Marcelo Galvão e Gatacine.
  - Miglior attore a Nelson Xavier[7].
  - Miglior attrice a Juliana Paes[7].
  - Miglior musica a Ed Côrtes.
- 2015 - Newport Beach Film Festival
  - Miglior attore a Nelson Xavier[8].
  - Miglior fotografia a Eduardo Makino[8].
- 2015 - Atlanta Film Festival
  - Nomination - Miglior lungometraggio a Gatacine[9].
  - Nomination - Miglior narrazione in lungometraggio a Marcelo Galvão[9].
- 2015 - FESTin - Portuguese Film Festival
  - Miglior attore a Nelson Xavier[9].
- 2015 - Festin Lisboa Film Festival
  - Miglior film[9].
  - Miglior attore[9].
- 2016 - Louisville's International Festival of Film
  - Lungometraggio a Marcelo Galvão e Gatacine